# Culte funerari

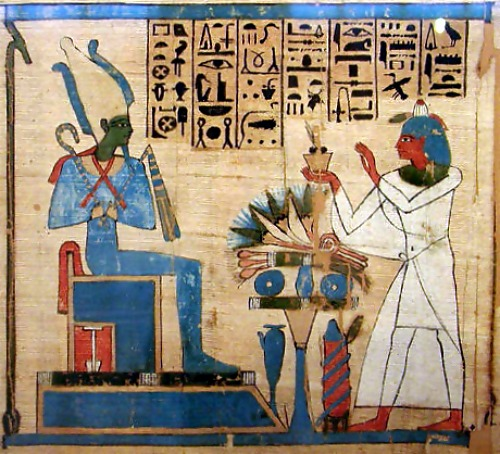
Osiris, representat com una mòmia, rep ofrenes en nom dels morts en aquesta il·lustració en papir del Llibre dels Morts

Un culte funerari és un conjunt de pràctiques religioses de veneració als morts, en què es creu que els vius poden conferir beneficis als morts en el més enllà o calmar els seus fantasmes, que d'una altra manera restarien colèrics. Els rituals, els feien els familiars o una classe de sacerdots designats i pagats per a realitzar-los. Aquests rituals tenien lloc a les tombes dels morts o als temples funeraris designats per a aquesta fi. Els cultes funeraris es troben esparsos en una àmplia varietat de cultures.

## Cultes notables

### Egipte
Els cultes funeraris estan associats en especial amb l'Antic Egipte, en què era comú que la reialesa, els relacionats amb la reialesa, els gats i els rics fossen momificats. Aquesta pràctica es feia per a preservar-los els cossos en el seu viatge a l'altre món. La deïtat Osiris, que era el déu que moria i ressuscitava i el Senyor de l'altra vida per als egipcis, se solia representar com una mòmia en l'art. A Bubastis, on s'adorava Bast, hi havia un enorme cementeri de gats. Es pensava que els gats també viatjaven al més enllà, per a unir-se als seus amos. Aquests necessitaven els seus béns materials per a aquest viatge, com ara el menjar.

### Imperi romà
L'Imperi romà també tenia un culte funerari, que girava a l'entorn de Dionís, que  a més de ser senyor del vi i de les festes, havia renascut moltes vegades i havia rescatat sa mare Sèmele de l'Inframon (el més enllà romà, governat per Hades). Cada déu romà tenia la seua camarilla de devots, i es pensava que Dionís podia protegir els seus iniciats de la mort. També era un dels déus associats a les plantes (al raïm en concret) i la collita. Ocasionalment, se'l representava juntament amb altres déus (representants del renaixement o plantes d'alguna mena) per a indicar que els morts també participaven en el rejoveniment de les estacions.

### Mesopotàmia
A Sumèria, Assíria i Babilònia, el culte funerari es deia kispu. Aquest culte girava sobretot a l'entorn de la cura dels familiars morts, amb un membre de la família específic assignat per a tenir cura d'un fantasma en concret. Els fantasmes rebien aliments i altres béns, i la provisió d'aigua neta n'era de particular importància. Se suposava que tant els hòmens com les dones mortes rebien aquesta atenció. Sense aquesta cura, els morts podien convertir-se en una força sobrenatural maligna. Amb aquesta cura, la família morta continua participant en la vida de la família viva. A més a més, la pràctica de reprendre els noms dels difunts permetia la continuïtat familiar. A Assíria, això ho feia qualsevol parent consanguini. Una variació babilònica d'aquest culte tracta la veneració dels difunts com una extensió de la veneració pels pares. Les descendents eren les encarregades d'aquesta cura. L'acadèmica Miranda Bayliss afirma que la funció d'aquest culte era alleugerir la culpa i altres tensions per la mort del difunt i crear solidaritat i continuïtat dins la família. Només els parents propers solien rebre aquesta cura. Quan es venerava els ancestres més enllà dels avis de l'individu, es feia en grans aplecs de grups de parents estesos. Això també funcionava per a promoure la solidaritat dins del grup de parentiu més gran.

### Grècia
L'antic culte heroic grec era també un culte funerari; en el sentit primigeni, un heroi era un ancestre deïficat o semidiví, venerat en un santuari pel seu poder per a ajudar els vius. L'antiga religió grega tenia tres facetes principals: els déus, els herois i els morts. Els morts són impotents i els déus totpoderosos; els herois estan morts (viuen sols en la llegenda i la memòria) però són poderosos. Els herois ocupen un espai entre els déus i els mortals. Els humans sacrificaven bestiar i plantes a les tombes dels herois per a comunicar-se amb els déus en nom seu.

### Península Itàlica
Els samnites i etruscs de la península Itàlica van pintar les deïtats de l'Inframon Aita, Vanth, Persèfone i Letham a les parets de les tombes.